# Agate
Pour les articles homonymes, voir Agate (homonymie).
Pour l’article ayant un titre homophone, voir Agathe.
L’agate est une variété de calcédoine qui se caractérise par des dépôts successifs de couleurs ou de tons différents. Elle fait partie des pierres fines. 

## Étymologie
Du grec akhatês, elle doit son nom à une rivière de Sicile dans laquelle on la trouvait en abondance : l’Achates.

## Variétés
- L'agate enhydre en est une variété très particulière. L’eau de cristallisation est piégée à l’intérieur de la géode, avec parfois une phase gazeuse. La partie superficielle du nodule d’agate — elle seule — a été sciée et polie pour laisser voir par transparence les deux phases.
- L'agate dendritique
- L'agate de feu du Mexique
- Il existe plusieurs variétés selon l'aspect des colorations rouges, vertes, jaunes, bleues ou noires. Celles dont la couleur est éclatante peuvent avoir été colorées artificiellement. Le processus tire parti de la porosité de l'agate et est documenté dès 1820 dans la région d'Idar-Oberstein (où des agates sont extraites depuis le XVe siècle). Il y aurait toutefois des preuves que les Romains avaient déjà teint des agates[3].

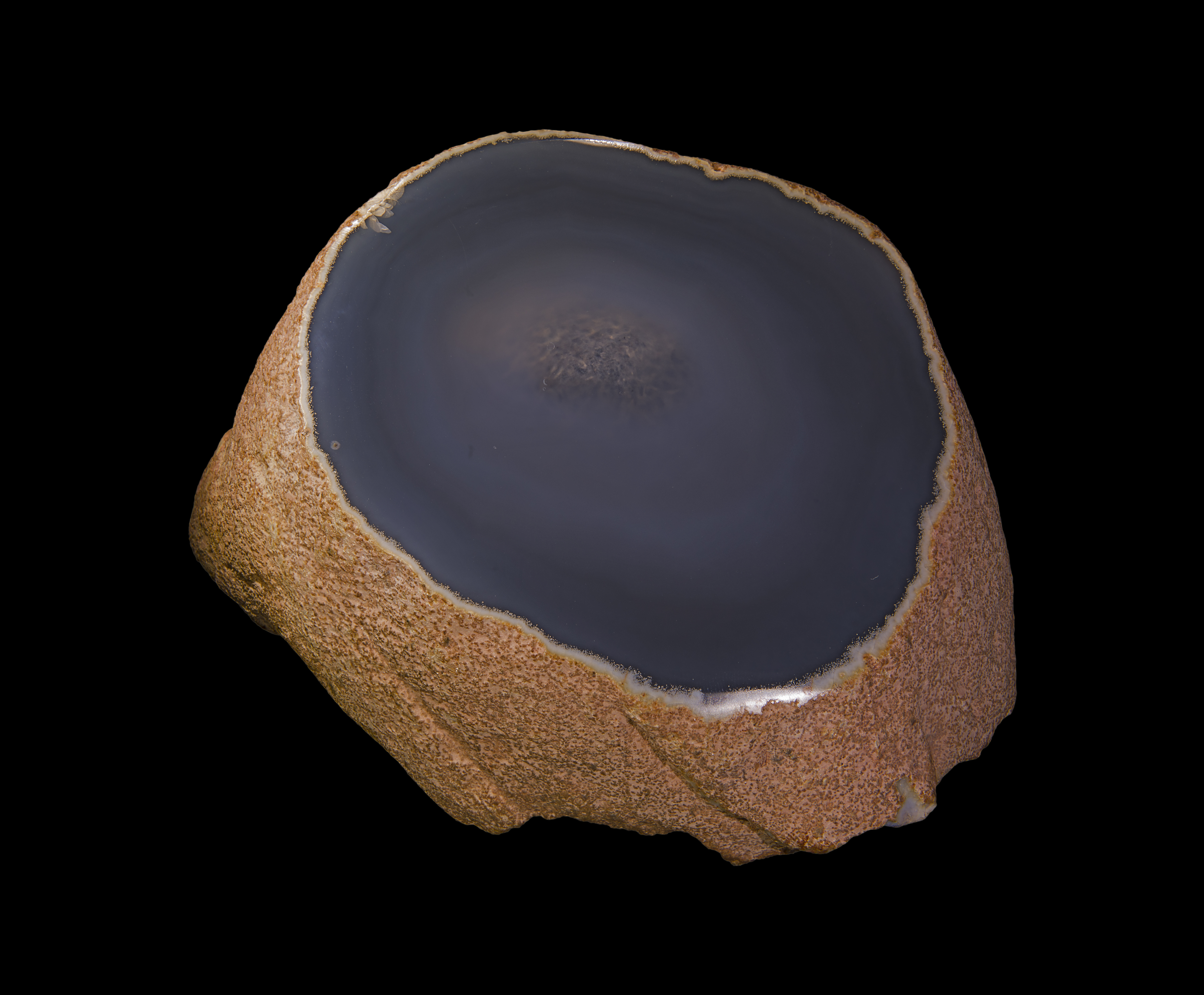
Agate enhydre.
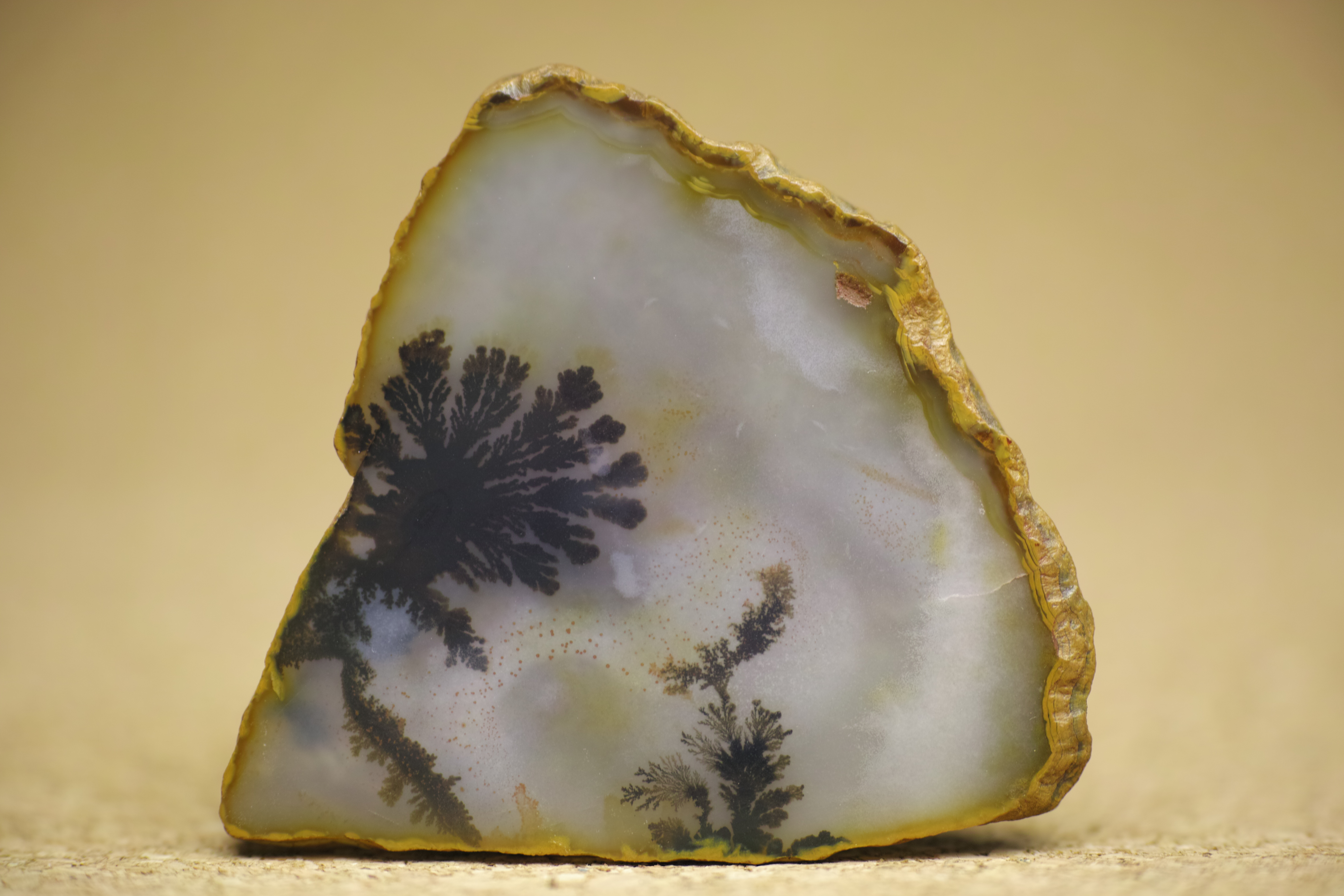
Agate dendritique.
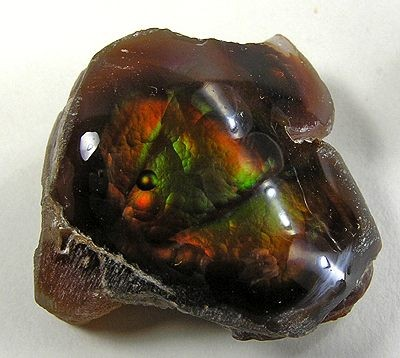
Agate « de feu », Mexique.
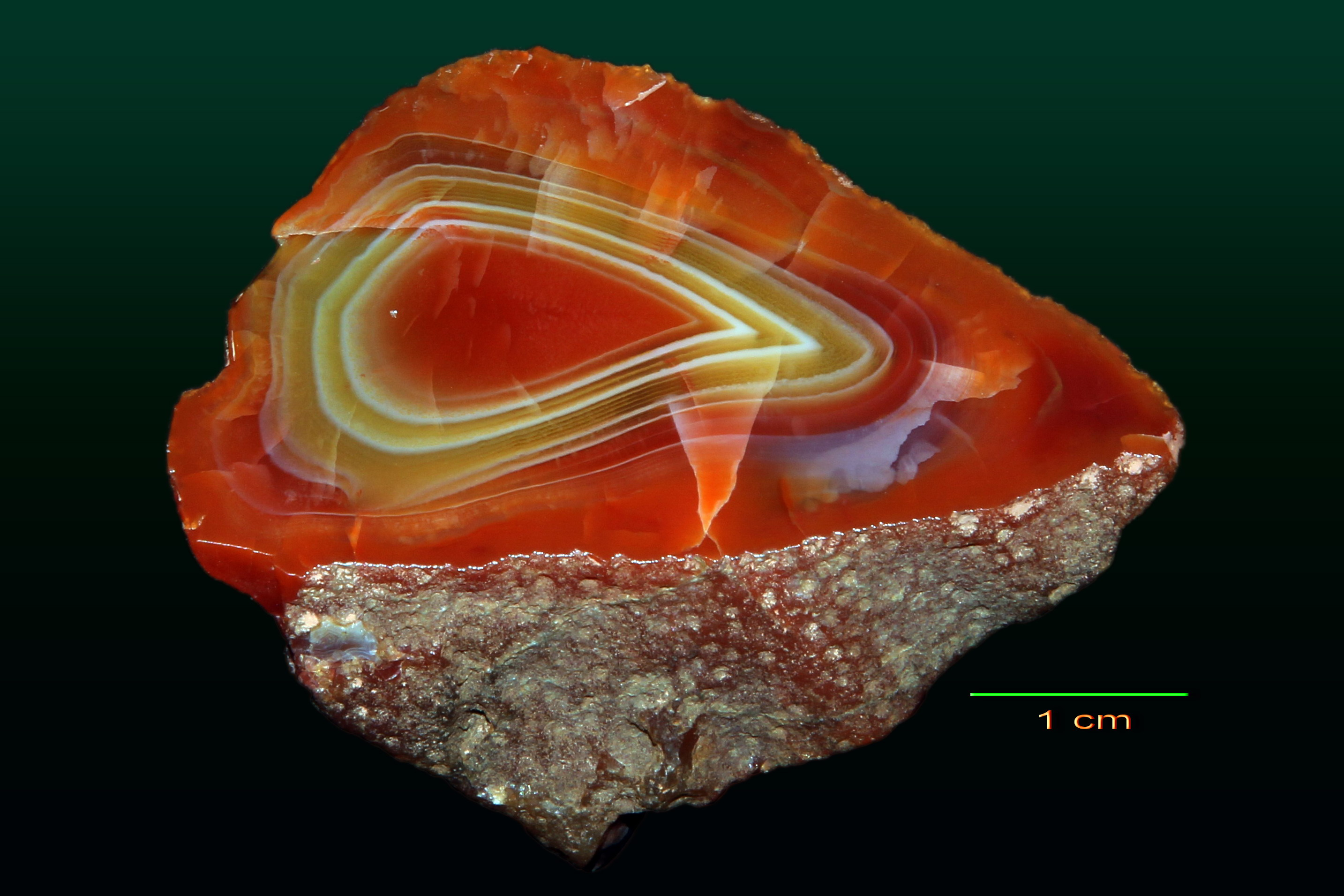
Coloration naturelle Queensland.

## Gisements
- Rio Grande do Sul au Brésil et en Uruguay
- Mont Lyall en Gaspésie au Québec

## Utilisation
- Ornementation
- Objet d'art
- Sa résistance à l'abrasion est utilisée pour fabriquer des mortiers ou des billes de broyage dans les domaines de la chimie et des céramiques
- Elle permet de polir l'or lorsqu'il est appliqué en feuille.
- Collection.
- De nombreuses légendes entourent l'agate et son commerce dans le domaine de l'ésotérisme est donc très répandu.
- Couteaux et supports de couteaux des balanciers de balances de précision.

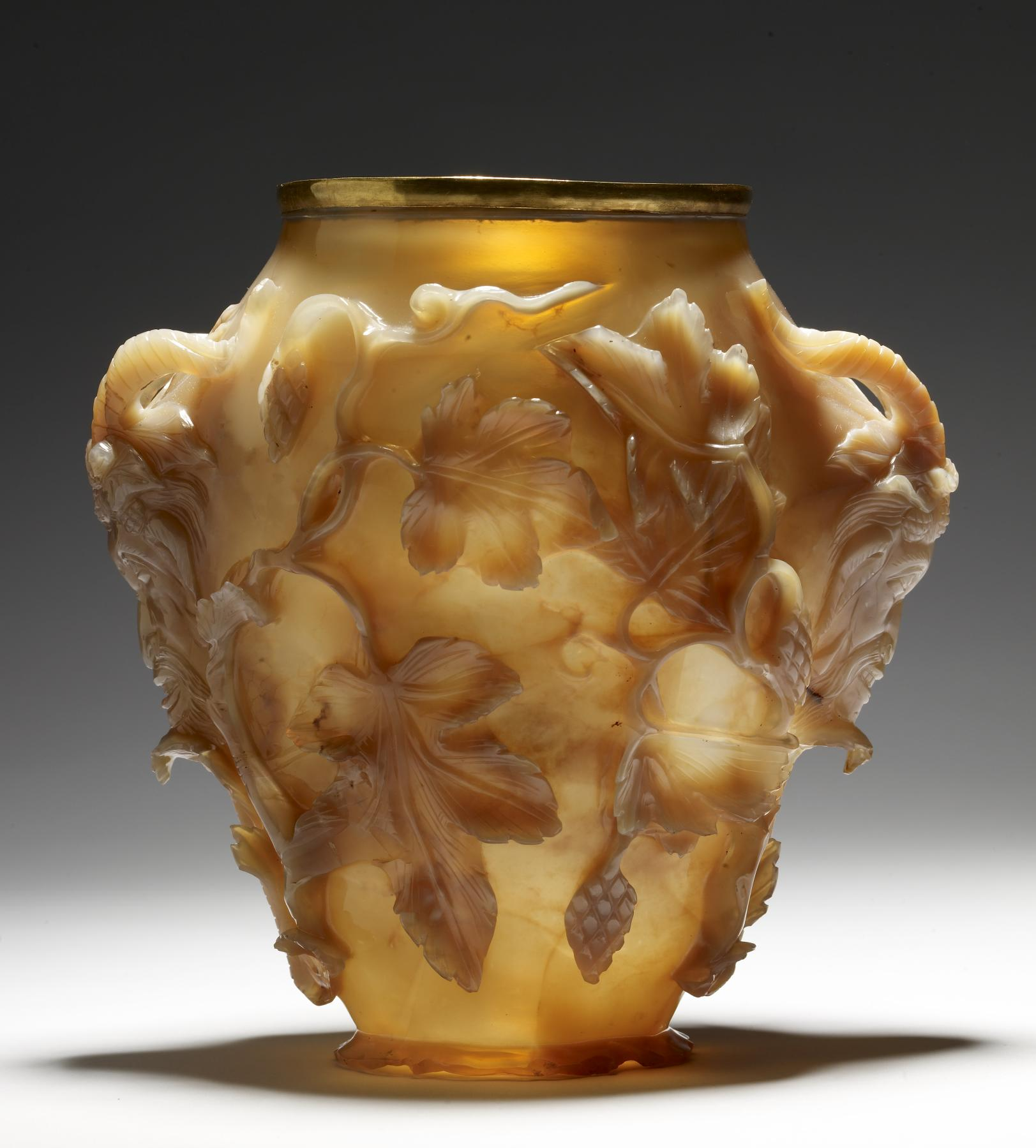
Le vase Rubens (en), origine byzantine, Walters Art Museum. Hauteur 18,5 cm.
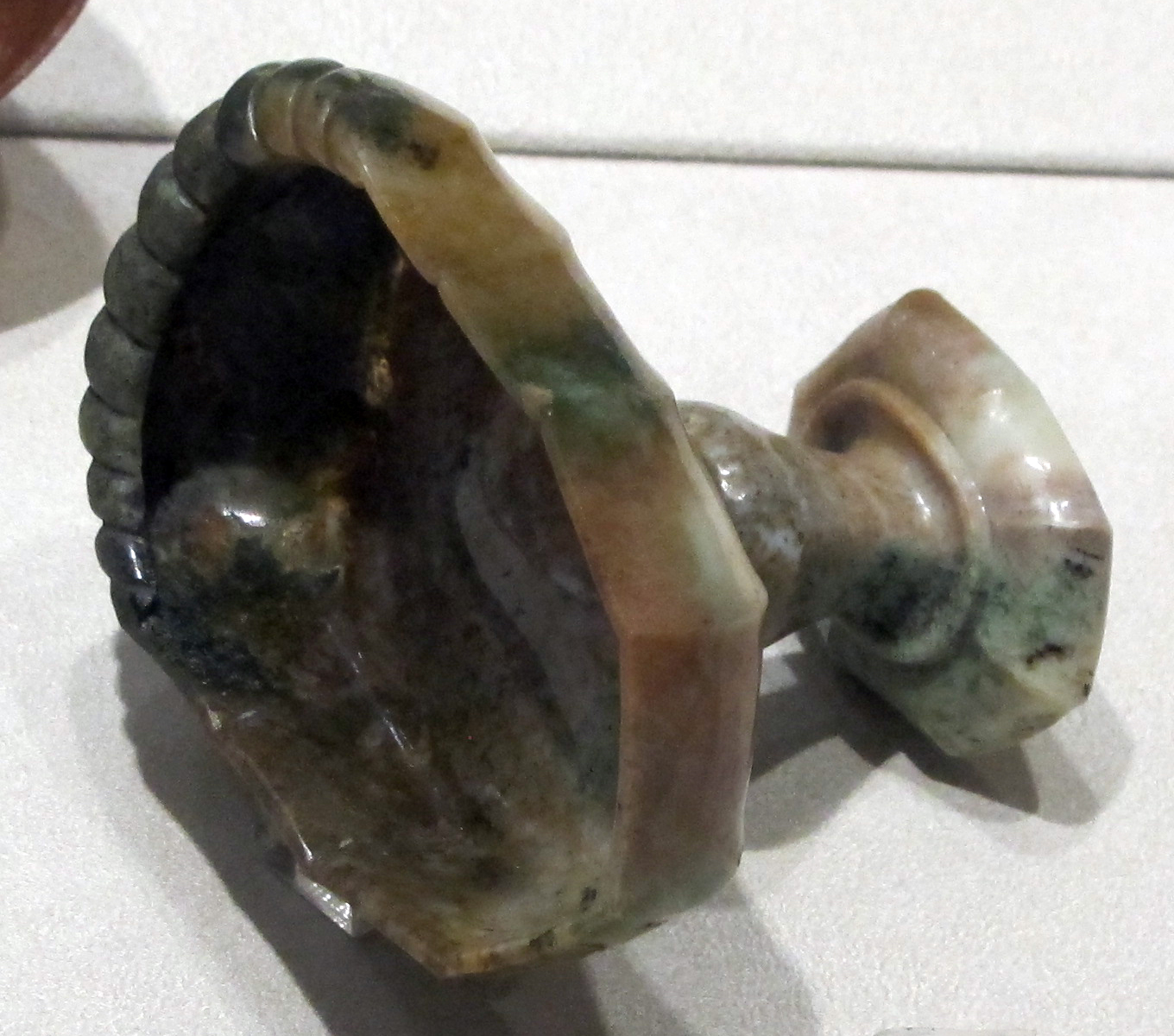
Coupe florentine, Musée d'histoire naturelle de Florence.
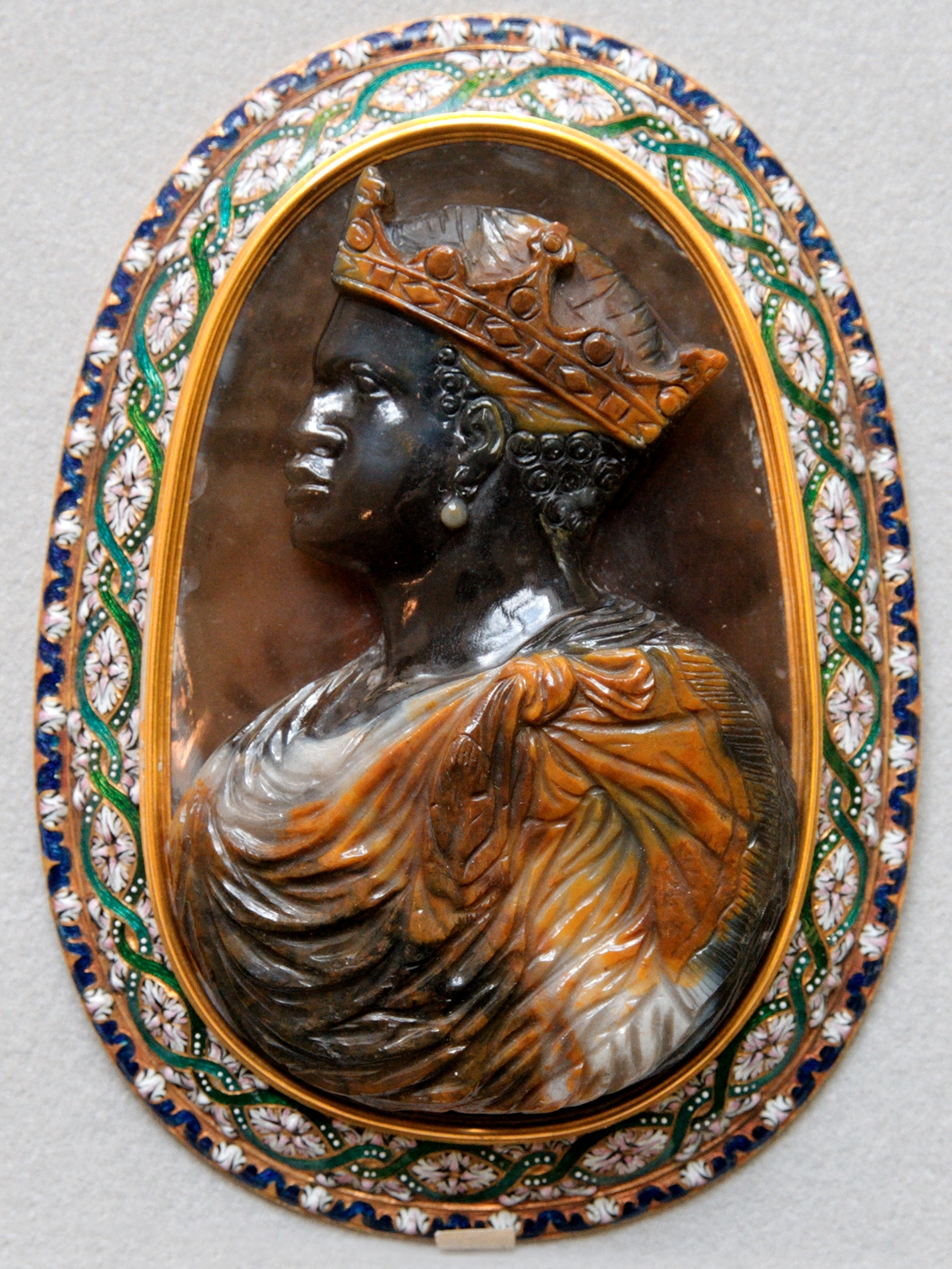
Camée du XVIe siècle, Bibliothèque nationale de France.